# Анаєвське сільське поселення
Ана́євське сільське поселення (рос. Анаевское сельское поселение) — муніципальне утворення у складі Зубово-Полянського району Мордовії, Росія. Адміністративний центр — село Анаєво.

## Історія
Станом на 2002 рік існували Анаєвська сільська рада (село Анаєво, селища Крим-Громаз, Крюковка, Пічевка), Вадово-Селищинська сільська рада (село Вадовські Селищі, селища Анаєвський лісоучасток, Зоря, Од-Веле, Парца), Каргашинська сільська рада (село Каргашино, селища Даниловка, Казеєвка, Пічаловка), Підлясовська сільська рада (село Підлясово, селище Копрнь-Саньф), Промзінська сільська рада (село Промзіно, селища Васильєвка, Романовка) та Студенецька сільська рада (село Студенець, селища Ікра, Тупик 9 км).
2005 року було ліквідовано селище Васильєвка, 2007 року — селища Анаєвський лісоучасток та Крим-Гроза, 2008 року — селище Копрнь-Саньф.
25 травня 2012 року ліквідоване Підлясовське сільське поселення (село Підлясово) було включене до складу Вадово-Селищенського сільського поселення. 17 травня 2018 року ліквідоване Студенецьке сільське поселення (село Студенець, селища Іскра, Тупик 9 км) було включене до складу Анаєвського сільського поселення. 24 квітня 2019 року ліквідовані Вадово-Селищенське сільське поселення (села Вадовські Селищі, Підлясово, селища Зоря, Од-Веле, Парца) та Каргашинське сільське поселення (села Каргашино, Промзіно, селища Даниловка, Казеєвка, Пічаловка, Романовка) були включені до складу Анаєвського сільського поселення.

## Населення
Населення — 1156 осіб (2019, 1638 у 2010, 2181 у 2002).

## Склад
До складу поселення входять такі населені пункти:
| Населений пункт                | Населення, осіб (2002) | Населення, осіб (2010) |
| ------------------------------ | ---------------------- | ---------------------- |
| Анаєво, село                   | 509                    | 367                    |
| Анаєвський лісоучасток, селище | 8                      | -                      |
| Вадовські Селищі, село         | 344                    | 289                    |
| Васильєвка, селище             | 2                      | -                      |
| Даниловка, селище              | 23                     | 28                     |
| Зоря, селище                   | 29                     | 18                     |
| Іскра, селище                  | 18                     | 5                      |
| Казеєвка, селище               | 58                     | 49                     |
| Каргашино, село                | 394                    | 375                    |
| Копрнь-Саньф, селище           | 5                      | -                      |
| Крим-Гроза, селище             | 10                     | -                      |
| Крюковка, селище               | 66                     | 38                     |
| Од-Веле, селище                | 36                     | 22                     |
| Парца, селище                  | 1                      | 0                      |
| Підлясово, село                | 208                    | 102                    |
| Пічаловка, селище              | 32                     | 19                     |
| Пічевка, селище                | 170                    | 167                    |
| Промзіно, село                 | 53                     | 24                     |
| Романовка, селище              | 8                      | 4                      |
| Студенець, село                | 161                    | 123                    |
| Тупик 9 км, селище             | 46                     | 8                      |